# Heat Wave (singolo Martha and the Vandellas)
Heat Wave è un brano musicale scritto dal trio Holland-Dozier-Holland e pubblicato per la prima volta nel 1963 dal gruppo vocale femminile statunitense Martha and the Vandellas, come singolo estratto dall'album omonimo. Il brano è stato diffuso dall'etichetta Gordy, sussidiaria della Motown.

## Tracce
- 7"

1. Heat Wave
2. A Love Like Yours (Don't Come Knocking Everyday)

## Formazione
- Martha Reeves - voce principale
- Rosalind Ashford, Annette Beard - cori
- The Funk Brothers
  - Richard "Pistol" Allen – batteria
  - James Jamerson – contrabbasso
  - Joe Hunter – piano
  - Robert White – chitarra
  - Eddie Willis – chitarra
  - Andrew "Mike" Terry – sassofono

## Versione di Linda Ronstadt
Nel 1975 la cantante statunitense Linda Ronstadt ha pubblicato la sua cover del brano come singolo estratto dall'album Prisoner in Disguise.

### Tracce
- 7"

1. Heat Wave
2. Love Is a Rose

## Versione di Phil Collins
Il cantante britannico Phil Collins nel 2010 ha realizzato la sua cover, dal titolo (Love Is Like a) Heatwave, pubblicata come singolo estratto dall'album Going Back, disco di rifacimenti di brani associati alla Motown o agli standard soul.

### Tracce
- 7"

1. (Love Is Like a) Heatwave – 2:53
2. Never Dreamed You'd Leave in Summer – 2:59